# Chōhei Kambayashi
Chōhei Kambayashi  (神林長平?, Kambayashi Chōhei), pseudonimo di Kiyoshi Takayanagi (Niigata, 10 luglio 1953) è uno scrittore giapponese tra i più celebri della fantascienza cyberpunk giapponese.
Vincitore di ben sette premi Seiun (premio giapponese per le migliori opere fantasy e fantascientifiche), cinque per i romanzi e due per i racconti, nell'arco di quasi vent'anni: 1983, 1984 (sia per la categoria romanzi che per quella dei racconti), 1985, 1987, 1998, 2000.

## Biografia
Nato a Niigata, Kambayashi si laurea all'Università di Nagaoka. Il suo debutto letterario risale al 1979, con l'acclamato racconto Kitsune to odore (titolo internazionale Dance with a Fox), che riceve una menzione al contest di fantascienza di Hayakawa. Nel 2006, SF Magazine, ha stilato un elenco che lo elegge terzo miglior scrittore giapponese di fantascienza di sempre.

## Stile
La struttura dei lavori di Kambayashi tende a sfocare la linea che separa la realtà da un'esistenza parallela, alternativa. Per questo suo modo di intrecciare la temporalità e l'esperienza (reale e non), è stato spesso paragonato a Philip K. Dick, maestro della letteratura fantascientifica (riconosciuto tale soltanto dopo la sua prematura scomparsa). Allo stesso tempo, Kambayashi riconosce l'importanza (nella sua personale esperienza) della lettura delle opere di Dick, che lo hanno stimolato a scrivere storie fantascientifiche.

## Opere

### Romanzi
- (あなたの魂に安らぎあれ?, Anata no tamashii ni yasuragiare) (1983)
- (七胴落とし?, Shichidō otoshi) (1983)
- (敵は海賊・海賊版?, Teki wa kaizoku, kaizokuban) (1983) - Vincitore del Premio Seiun nel 1984 come miglior romanzo giapponese dell'anno
- (戦闘妖精・雪風?, Sentō yōsei yukikaze) (1984) - Vincitore del Premio Seiun nel 1985 come miglior romanzo giapponese dell'anno
- (太陽の汗?, Taiyō no ase) (1985)
- (宇宙探査機 迷惑一番?, Uchū tansaki mēwaku ichiban) (1986)
- (プリズム?, Purizumu) (1986) - Vincitore del Premio Seiun nel 1987 come miglior romanzo giapponese dell'anno
- (今宵、銀河を杯にして?, Koyoi, ginga wo hai ni shite) (1987)
- (蒼いくちづけ?, Aoi kuchizuke) (1987)
- (敵は海賊・猫たちの饗宴?, Teki wa kaizoku, neko tachi no kyōen) (1988)
- (ルナティカン?, Runatikan) (1988)
- (帝王の殻?, Teiō no kara) (1990)
- (親切がいっぱい?, Shinsetsu ga ippai) (1990)
- (我語りて世界あり?, Ware katarite sekai ari) (1990)
- (敵は海賊・海賊たちの憂鬱?, Teki wa kaizoku, kaizoku tachi no yūutsu) (1991)
- (死して咲く花、実のある夢?, Shi shite saku hana, mi no aru yume) (1992)
- (猶予の月?, Izayoi no tsuki) (1992)
- (天国にそっくりな星?, Tengoku ni sokkuri na hoshi) (1993)
- (敵は海賊・不敵な休暇?, Teki wa kaizoku, futeki na kyūka) (1993)
- (敵は海賊・海賊課の一日?, Teki wa kaizoku, kaizoku ka no ichinichi) (1995)
- (魂の駆動体?, Tamashii no kudōtai) (1995)
- (敵は海賊・A級の敵?, Teki wa kaizoku, Ei kyū no teki) (1997) - Vincitore del Premio Seiun nel 1998 come miglior romanzo giapponese dell'anno
- (グッドラック 戦闘妖精・雪風?, Guddo rakku sentō yōsei yukikaze) (1999) - Vincitore del Premio Seiun nel 2000 come miglior romanzo giapponese dell'anno
- (永久帰還装置?, Eikyū kikan sōchi) (2001)
- (ラーゼフォン 時間調律師?, Rāzefon jikan chōritsushi) (2002)
- (膚の下?, Hadae no shita) (2004)
- (敵は海賊・正義の眼?, Teki wa kaizoku, seigi no me) (2007)
- (アンブロークン アロー 戦闘妖精・雪風?, Anburōkun arō sentō yōsei yukikaze) (2009)

### Racconti
- (狐と踊れ?, Kitsune to odore) (1981)
- (言葉使い師?, Kotobatsukaishi) (1983) - Vincitore del Premio Seiun nel 1983 come miglior racconto giapponese dell'anno
- (時間触?, Jikanshoku) (1987)
- (小指の先の天使?, Koyubi no saki no tenshi) (2003)
- (麦撃機の飛ぶ空?, Bakugekiki no tobu sora) (2004)
- (鏡像の敵?, Kyōzō no teki) (2005)
- (敵は海賊・短篇版?, Teki wa kaizoku, tanpenban) (2009)

### Serie
- (機械たちの時間?, Kikai tachi no jikan) (1987)
- (過負荷都市?, Kafuka toshi) (1988)
- (Uの世界?, Yū no sekai) (1989)
- (完璧な涙?, Kanpeki na namida) (1990)
- (言壷?, Kototsubo) (1994) - Vincitore del Premio Taisho nel 1995
- (ライトジーンの遺産?, Raitojīn no isan) (1997)